# 738 Alagasta
A 738 Alagasta (ideiglenes jelöléssel 1913 QO) a Naprendszer kisbolygóövében található aszteroida. Franz Kaiser fedezte fel 1913. január 7-én.